# Juande Martínez
Juan de Dios Martínez Mejías (Molina de Segura, Región de Murcia, España, 3 de enero de 1998) conocido deportivamente como Juande Martínez es un futbolista español que juega como defensa central. Actualmente forma parte del CF Lorca Deportiva de la Tercera Federación.

## Trayectoria deportiva
Desde temprana edad Juande desarrolló su etapa formativa en distintos clubes de Murcia y Castilla y León. Comenzó su andadura en el CD Molinense para continuar en la EF San Miguel de su pueblo natal y más tarde recalar en las categorías inferiores del  Real Valladolid CF.
Al alcanzar la edad juvenil firma por el conjunto U19 del Real Murcia CF donde permanece por dos temporadas compitiendo en la División de Honor Juvenil de España y disputando además con la Selección de fútbol de la Región de Murcia U18 el Campeonato de España de selecciones. En su último año como juvenil jugó con el cuadro U19 del UCAM Murcia CF de igual categoría nacional debutando además con el conjunto filial senior en Tercera División de España.
Para la temporada 2017/2018 Juande promociona al UCAM Murcia CF “B”, filial de Tercera División de España, siendo cedido al Muleño CF del mismo grupo en el primer tramo de competición.
En abril de 2017, formando parte del combinado de la Universidad Católica San Antonio de Murcia, se hace con el oro en el Campeonato de España Universitario de Fútbol Masculino.
Tras ese periodo de cesión, en el curso 18/19 el jugador regresa al combinado universitario renovando por un año más en las filas del UCAM Murcia CF “B” siendo además convocado en varias ocasiones por el primer equipo para encuentros oficiales de liga de Segunda División B de España.
El curso siguiente entra en las filas del Mar Menor FC del grupo trece de Tercera División de España finalizando la competición en tercera posición. De cara a la campaña 20/21 pasa a formar parte del Mazarrón FC con el que acaba sexto clasificado también en igual categoría nacional.
El 30 de agosto de 2021 la UE Santa Coloma de Primera División de Andorra anuncia a través de sus medios oficiales la incorporación de Juande para reforzar la línea defensiva del conjunto andorrano en la temporada 21/22.

## Carrera deportiva

### Clubes
| Club               | País    | Año               |
| ------------------ | ------- | ----------------- |
| UCAM Murcia CF “B” | España  | 2016 - 2019       |
| Muleño CF          | España  | 2017 – 2018       |
| Mar Menor FC       | España  | 2019 – 2020       |
| Mazarrón FC        | España  | 2020 – 2021       |
| UE Santa Coloma    | Andorra | 2021 – Actualidad |